# Dreanovo, Iambol
Dreanovo (în bulgară Дряново) este un sat în comuna Tundja, regiunea Iambol,  Bulgaria. 

## Demografie
Componența etnică a satului Dreanovo
     Bulgari (91,81%)
     Romi (6,36%)
     Nicio identificare (1,81%)
     Altele (0%)
La recensământul din 2011, populația satului Dreanovo era de 110 locuitori. Din punct de vedere etnic, majoritatea locuitorilor (91,81%) erau bulgari, cu o minoritate de romi (6,36%). Pentru 1,81% din locuitori nu este cunoscută apartenența etnică.